# Katy Rose
Katy Rose, nome artístico de Kathryn Rosemary Bullard (27 de Janeiro, 1987) é uma cantora rock americana. Nasceu em Redondo Beach e cresceu em Tarzana, na Califórnia.
Seu álbum de estréia, Because I Can, foi lançado nos Estados Unidos em seu 17º aniversário, em 27 de janeiro de 2004. O álbum inclui o single de sucesso Overdrive, que entrou para a trilha sonora de diversas produções americanas, como Meninas Malvadas, Aos Treze e a série One Tree Hill. O álbum demonstra uma grande variedade e alcance de tons vocais, que incluem música grunge e lounge music, porém puxado para o lado pop.
Katy Rose escreveu cerca de 50 canções nos últimos dois anos. Em 2007 ela lançou um álbum digital, vendido apenas pelo iTunes chamado "Candy Eyed". Seu próximo álbum, “Tangled But True”, foi prometido para 2008, porém até 2012 não havia sido lançado.

## Álbuns
- 2004 - Because I Can
- 2007 - Candy Eyed

## Singles
- "Overdrive" (2004)
- "I Like" (2004)
- "Novacaine" (2008)